# Молчанов, Юрий Вячеславович
Ю́рий Вячесла́вович Молча́нов (род. 19 июля 1952, Коломна) — российский политический и общественный деятель. Кандидат физико-математических наук.

## Биография и карьера
В 1975 году окончил Ленинградский государственный университет им. А. А. Жданова.
В 1978 году окончил аспирантуру Ленинградского государственного университета им. А. А. Жданова.
В 1978—1987 — старший инженер, младший научный сотрудник, старший научный сотрудник НИИ физики Ленинградского государственного университета им. А. А. Жданова.
В 1987—1999 — проректор по учебной работе с иностранными учащимися, проректор по международным связям, — начальник управления международных связей Ленинградского государственного университета им. А. А. Жданова.
С 1999 года — консультант ООО «Компания „Бизнес-Линк“».
В 2004—2012 — вице-губернатор Санкт-Петербурга по экономическим вопросам. Член Правительства Санкт-Петербурга.
С 2012 — старший вице-президент ВТБ.